# Erwin Menny
Erwin Menny (18 août 1893  à Sarrebourg - 6 décembre 1949 à Fribourg-en-Brisgau) est un Generalleutnant allemand de la Seconde Guerre mondiale. Il a reçu la Croix de chevalier de la Croix de fer, le 26 décembre 1941, et a combattu en Afrique, dans l'Afrika Korps, puis en Normandie en 1944.

## Biographie
Fils de Max Menny, administrateur civil de l'arrondissement de Château-Salins et de Frieda Duderstadt, Erwin Menny naît à Sarrebourg en Lorraine, le 18 août 1893. Cette zone frontalière du district de Lorraine est alors un secteur fortement militarisé du Reich allemand. Le 29 juin 1912, le jeune Erwin s'engage dans le 22e régiment de dragons, à Mulhouse en Alsace. 

### Première Guerre mondiale
De novembre 1914 à octobre 1917, le jeune officier commande le 3e bataillon du 112e régiment d'infanterie (de). Le 13 octobre 1917, il retrouve son régiment d'origine, le Badische Dragoner-Regiment “Prinz Karl“, où il est nommé chef du 3e escadron. Le 22 janvier 1918, l'Oberleutnant prend la tête du 2e escadron. Du 23 juillet 1918 au 20 septembre 1918, il est affecté dans la 229e Infanterie-Brigade. Le 21 septembre, il retrouve pour quelques jours son régiment d'origine, avant d'être nommé à l'état-major de la 28e Reserve-Division.

### Entre-deux-guerres
Après-guerre, en 1919, Menny est affecté à Reichenbach am Heuberg. Il commande ensuite une section du Kavallerie-Regiments 14, à Ludwigslust, puis du Kavallerie-Regiments 113à Stuttgart. En 1920, il est affecté au 18e Reiter-Regiment, à Bad Cannstatt. Après des tests militaires, il commande une section des transmissions à Munich. Menny est promu Rittmeister, "capitaine de cavalerie", en 1924. En octobre 1928, il commande le 4e escadron du 18e Reiter-Regiments, à Ludwigsburg. Quatre ans plus tard, il est affecté à l'état-major de la 3e Kavallerie-Division, à Weimar.
Promu Major, "commandant", en avril 1934, Menny commande une Kraftfahr-Abteilung à Hamm, puis une Panzerabwehr-Abteilung. En mai 1936, il commande la Panzerabwehr-Abteilung 35, à Karlsruhe. Menny est promu Oberstleutnant,  "lieutenant-colonel", le 1er août 1937. Le 10 novembre 1938, il est nommé Kommandeur de la 18e Panzerabwehr-Truppen. Promu Oberst, "colonel", en avril 1939, il commande le 81e Schützen-Ersatz-Regiments à partir du 26 août 1939.

### Seconde Guerre mondiale
Lorsque la guerre éclate, le colonel Menny est toujours à la tête du 81e Schützen-Ersatz-Regiments. Le 12 mai 1940, il commande le 69e Schützen-Regiments. Le 15 avril 1941, il prend la tête de la 15e Schützen-Brigade. Du 6 au 8 décembre 1941, il commande par intérim la 15e Panzerdivision. Erwin Menny est promu Generalmajor, "général de brigade", le 1er avril 1942. Du 18 juin au 19 juin 1942, il commande par intérim la 90e Leichten Afrika-Division. Du 15 juillet 1942 au 15 septembre 1942, il est placé dans la Führerreserve.
À son retour, et jusqu'au 31 décembre 1942, le général Menny commande la 18e Panzerdivision. Le 6 mai 1943, il commande la 387e Infanterie-Division. Le 10 juillet 1943, il prend la tête de la 333e Infanterie-Division. Le 1er octobre, Erwin Menny est promu Generalleutnant, "général de division". Le 17 octobre, il commande la 123e Infanterie-Division. Kommandeur de la 72e Infanterie-Division en novembre 1943, il est placé dans la Führerreserve du 20 novembre 1943 au 10 février 1944. Dès son retour, le général Menny est chargé de la 84e Infanterie-Division. Alors que la Bataille de Normandie fait rage, le 21 août 1944, le général Menny est fait prisonnier par les forces alliées, près de Magny, et part en captivité. 
Erwin Menny sera libéré le 14 juillet 1947. Il se mariera en 1949, et décédera peu après, le 6 décembre 1949

## Promotions
| 29 juin 1912      | Fahnenjunker                                 |
| 27 janvier 1913   | Fähnrich                                     |
| 21 février 1914   | Leutnant                                     |
| 18 avril 1917     | Oberleutnant                                 |
| 1er novembre 1924 | Rittmeister                                  |
| 1er avril 1934    | Major                                        |
| 1er août 1937     | Oberstleutnant                               |
| 1er avril 1939    | Oberst                                       |
| 1er avril 1942    | Generalmajor (confirmé le 1er novembre 1942) |
| 1er octobre 1943  | Generalleutnant                              |

## Décorations
- Croix de fer (1914);
  - 2e Classe
  - 1re Classe
- Croix de chevalier 2e Classe de l'Ordre du Lion de Zähringer avec glaives;
- Croix d'honneur (1934);
- Agrafe de la Croix de fer (1939);
  - 2e Classe, le 20 mai 1940;
  - 1re Classe, 25 mai 1940;
- Panzerkampfabzeichen (bronze), le 27 janvier 1941;
- Verwundetenabzeichen (Schwarz), le 26 novembre 1941;
- Médaille de service de la Wehrmacht;
- Ritterkreuz le 26 décembre 1941, en tant que Oberst et commandant du 15. Schützen-Brigade, Afrique du Nord;
- Ärmelband “Afrika”.